# Dichotomius lucasi
Dichotomius lucasi es una especie de escarabajo coprófago del género Dichotomius, subfamilia, Scarabaeinae, orden Coleoptera. Fue descrita por Harold en 1869.

## Descripción
El cuerpo mide 11,3-13,2 mm, con una media de 12,3 mm de longitud.

## Distribución y hábitat
Especie originaria del Neotrópico. Se distribuye por Guyana, Guayana Francesa, Surinam, Guadalupe, Brasil, Bolivia y Perú. Habita en bosques de tierra firme, en bosques de llanuras aluviales, secundarios y secos.